# مارتین، اسلواکی
مارتین، اسلواکی (به اسلواکی: Turčiansky Svätý Martin) یک شهر با جمعیت ۶۱٬۰۰۰ نفر که در Martin District، اسلواکی واقع شده‌است.